# Claudàtor Moyal
En física, el claudàtor Moyal és l'antisimetrització adequadament normalitzada del producte estrella de l'espai de fases.
El suport Moyal va ser desenvolupat cap a l'any 1940 per José Enrique Moyal, però Moyal només va aconseguir publicar la seva obra el 1949 després d'una llarga disputa amb Paul Dirac. Mentrestant, aquesta idea va ser introduïda de manera independent el 1946 per Hip Groenewold.

## Visió general
El claudàtor Moyal és una manera de descriure el commutador d'observables en la formulació de l'espai de fases de la mecànica quàntica quan aquests observables es descriuen com a funcions en l'espai de fases. Es basa en esquemes per identificar funcions a l'espai de fases amb observables quàntics, el més famós d'aquests esquemes és la transformada de Wigner-Weyl. Subjau a l'equació dinàmica de Moyal, una formulació equivalent de l'equació quàntica del moviment de Heisenberg, proporcionant així la generalització quàntica de les equacions de Hamilton.
Matemàticament, és una deformació del claudàtor de Poisson de l'espai de fases (essencialment una extensió d'aquest), sent el paràmetre de deformació la constant de Planck reduïda ħ. Per tant, la seva contracció grupal ħ→0 dóna l'àlgebra de Lie del claudàtor de Poisson.
Fins a l'equivalència formal, el claudàtor Moyal és l' única deformació algebraica de Lie d'un paràmetre del claudàtor de Poisson. El seu isomorfisme algebraic a l'àlgebra dels commutadors passa per alt el resultat negatiu del teorema de Groenewold – van Hove, que exclou aquest isomorfisme per al parèntesi de Poisson, una qüestió plantejada implícitament per Dirac a la seva tesi doctoral de 1926, el "mètode clàssic analogia" per a la quantificació.
Per exemple, en un espai de fase plana bidimensional, i per a la correspondència del mapa de Weyl, el claudàtor Moyal diu:
{\displaystyle {\begin{aligned}\{\{f,g\}\}&{\stackrel {\mathrm {def} }{=}}\ {\frac {1}{i\hbar }}(f\star g-g\star f)\\&=\{f,g\}+O(\hbar ^{2}),\\\end{aligned}}}
on ★ és l'operador del producte estrella a l'espai de fases (vegeu producte de Moyal), mentre que f i g són funcions d'espai de fases diferenciables, i {f, g} és el seu claudàtor de Poisson.

Més concretament, en llenguatge de càlcul operacional, això és igual
| {\displaystyle \{\{f,g\}\}\ ={\frac {2}{\hbar }}~f(x,p)\ \sin \left({{\tfrac {\hbar }{2}}({\overleftarrow {\partial }}_{x}{\overrightarrow {\partial }}_{p}-{\overleftarrow {\partial }}_{p}{\overrightarrow {\partial }}_{x})}\right)\ g(x,p).} |Cada mapa de correspondència de l'espai de fase a l'espai de Hilbert indueix un parèntesi "Moyal" característic (com el que s'il·lustra aquí per al mapa de Weyl). Tots aquests parèntesis de Moyal són formalment equivalents entre ells, d'acord amb una teoria sistemàtica.
El claudàtor Moyal especifica l'àlgebra de Lie de dimensions infinites homònima: és antisimètrica en els seus arguments f i g, i satisfà la identitat de Jacobi. L'àlgebra de Lie abstracta corresponent es realitza mitjançant Tf ≡ f★, de manera que
{\displaystyle [T_{f}~,T_{g}]=T_{i\hbar \{\{f,g\}\}}.}